# Fågelmatning

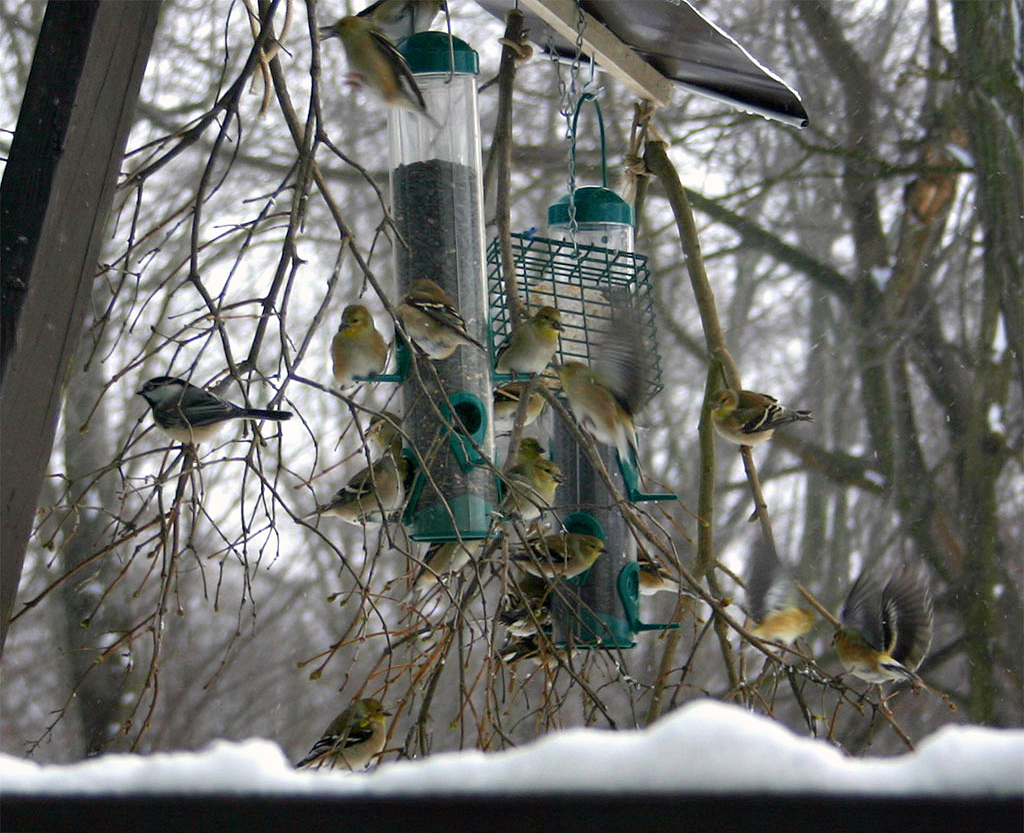
Olika varianter av fågelmatare.

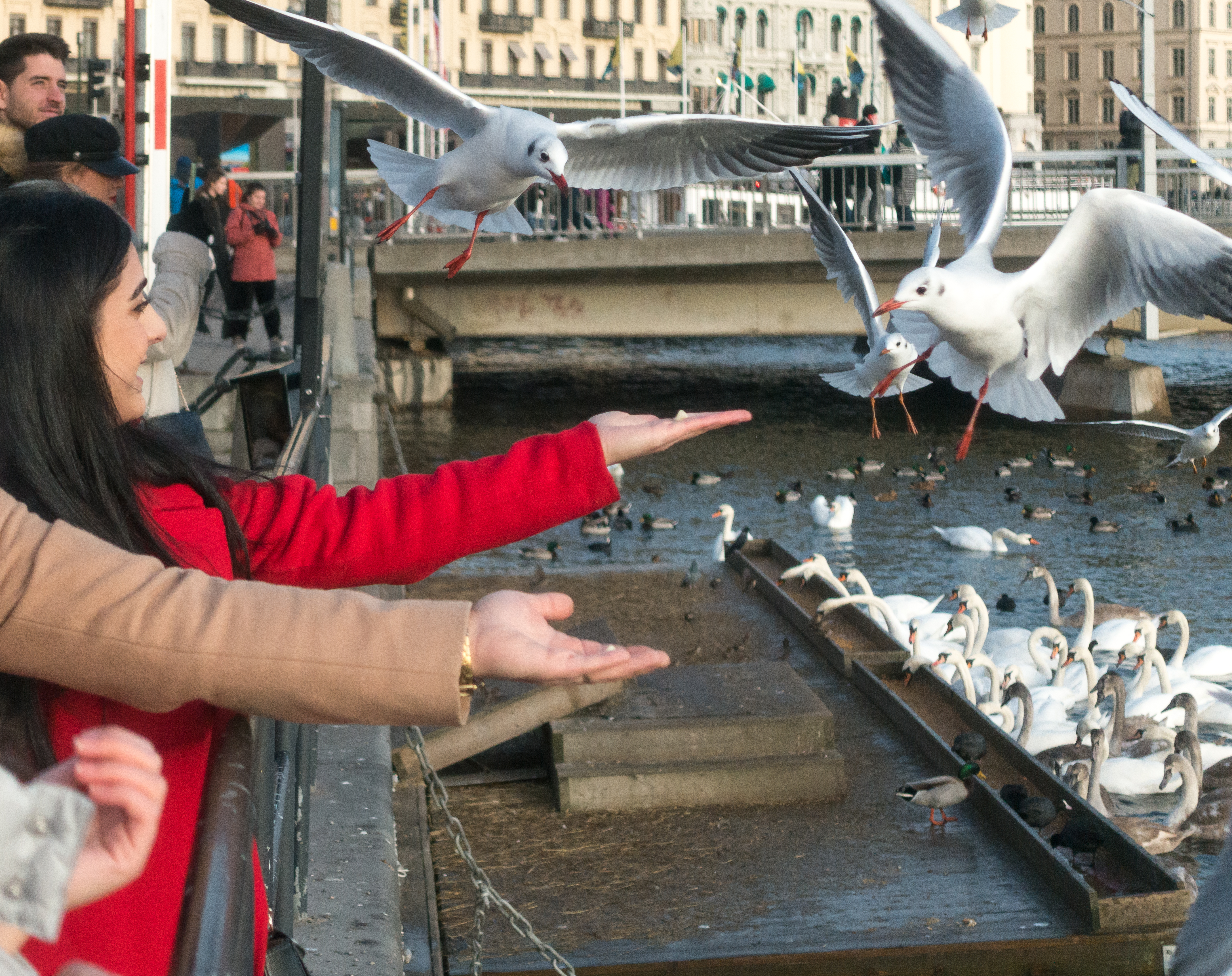
Manuell fågelmatning i Stockholm 2020.

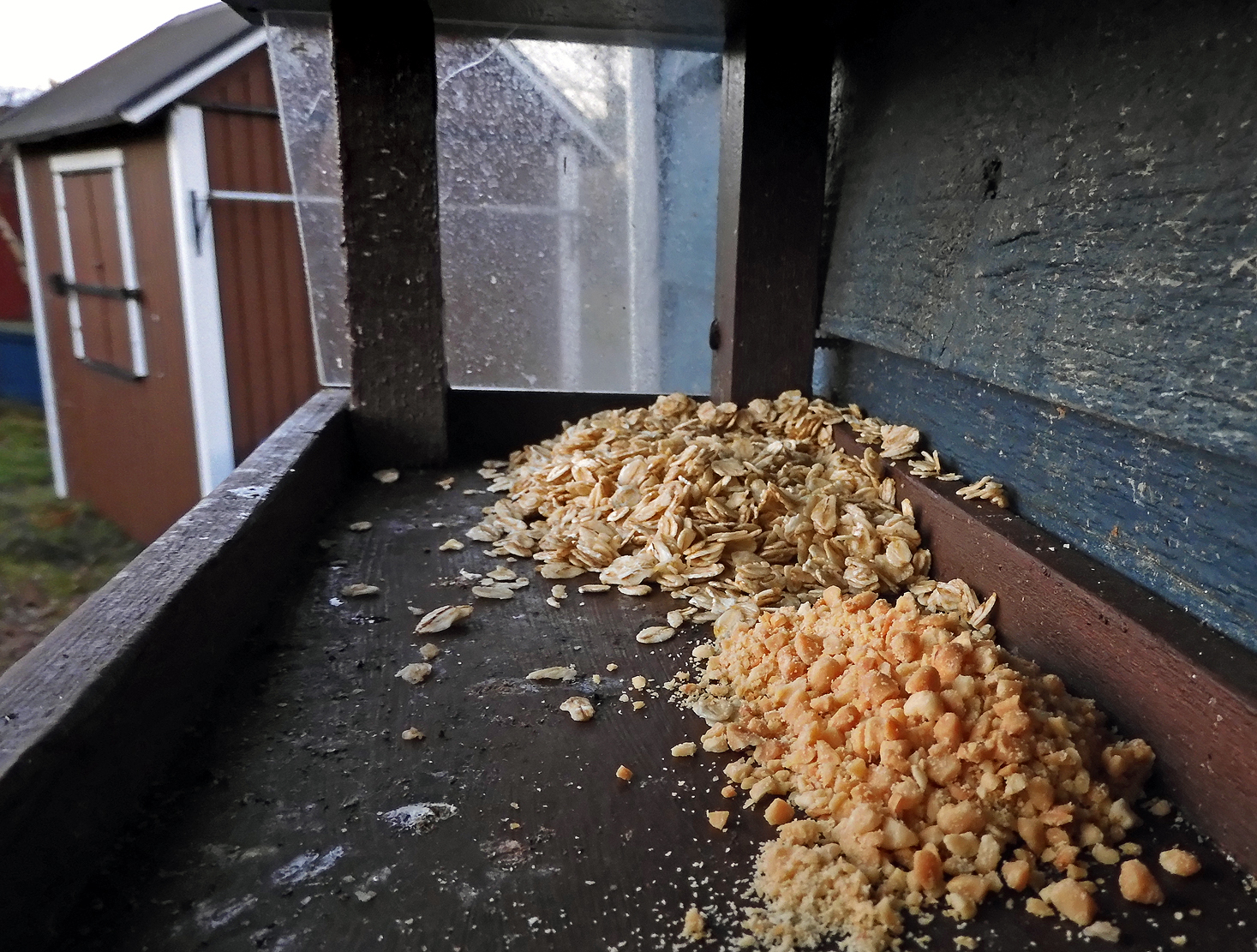
Fågelbord.

Fågelmatning är utfodring av tama eller vilda fåglar med specifikt anpassat djurfoder. Det finns flera orsaker till att människan utfodrar fåglar. Det kan vara en hobby, av tradition, som en riktad insats för en hotad art eller för uppfödningssyfte av jaktbara arter eller av domesticerade arter inom fjäderfäindustrin.[källa behövs]
Stödutfodring av vilda fåglar sker framför allt vintertid, och består då ofta av olika typer av fröblandningar. Dessa blandningar brukar kallas fågelfrö och exempelvis solros- och hampafrön är vanliga. I områden, där det finns kolibrier och andra nektarsugande fåglar, förekommer det speciella matare för sockerlösning. Man utfodrar också fåglar med frukt och olika typer av animalisk fett, exempelvis med talgboll. Vid juletid är det i vissa nordliga regioner tradition att ställa ut en så kallad julkärve.
Det finns en mängd olika typer av fågelmatare för utfodring av vilda fåglar. Vissa matare, anpassade för frön, är utformade som avlånga rör med hål och sittpinnar. Andra är utformade som plattformar, eller som små hus, och kallas då ofta för fågelbord. Fågelmatarens utformning ska i största möjliga utsträckning bidra till att förorening genom fåglarnas avföring ska kunna undvikas. Det är också viktigt att hålla rovdjur av olika slag borta. Vanligen hängs det i en lina, eller ställs på en stolpe, för att försvåra för andra djur att komma åt maten och fåglarna. 
Fågelborden sätts ofta upp främst med avseende på småfåglar, men besöks ofta även av ekorrar och kråkfåglar. Vid stödutfodring av vilda rovfåglar används så kallad åtel, men detta kräver tillstånd. 
Till skillnad från en fågelholk är en husliknande fågelmatare endast avsett för födosök. 
Man ska inte lägga ut mat som innehåller salt, är mögligt eller innehåller saffran.

## Bildgalleri

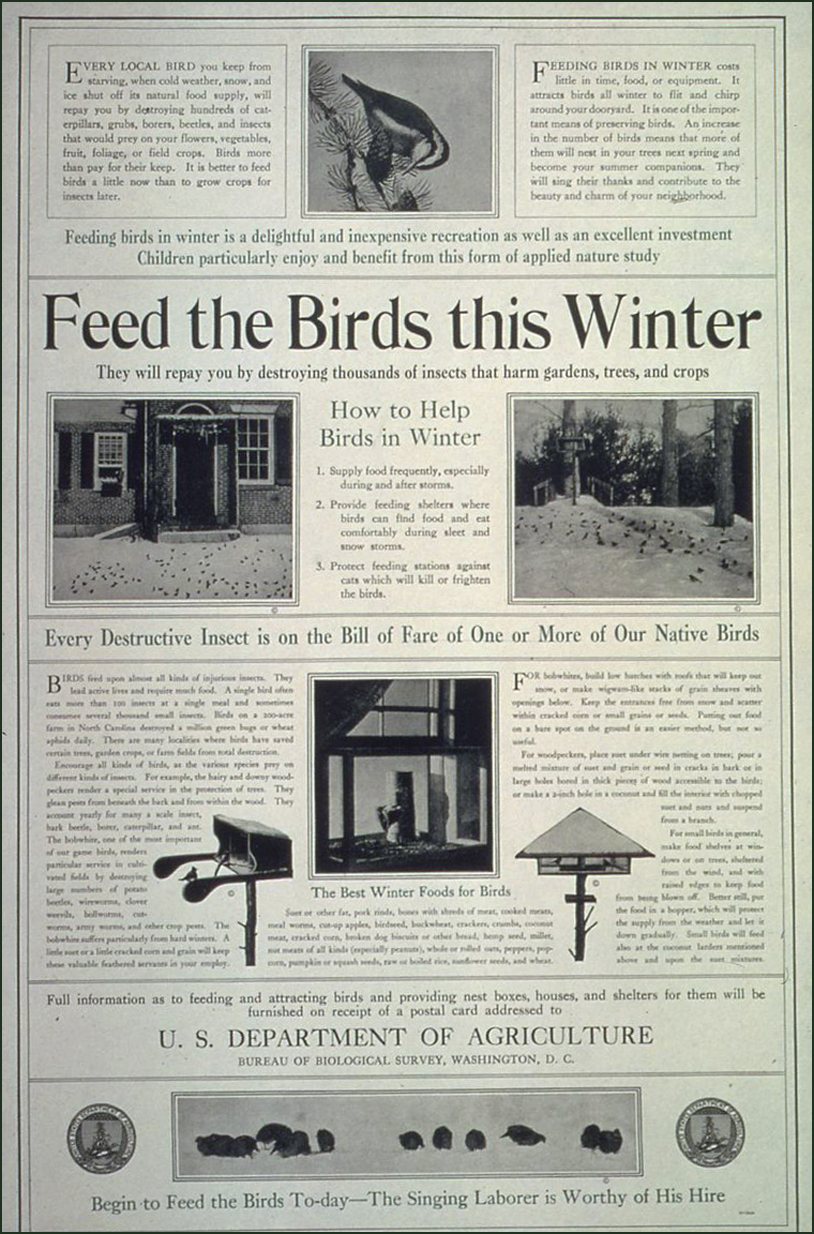
En uppmaning 1918 från USA:s jordbruksdepartement att vintermata fåglar.
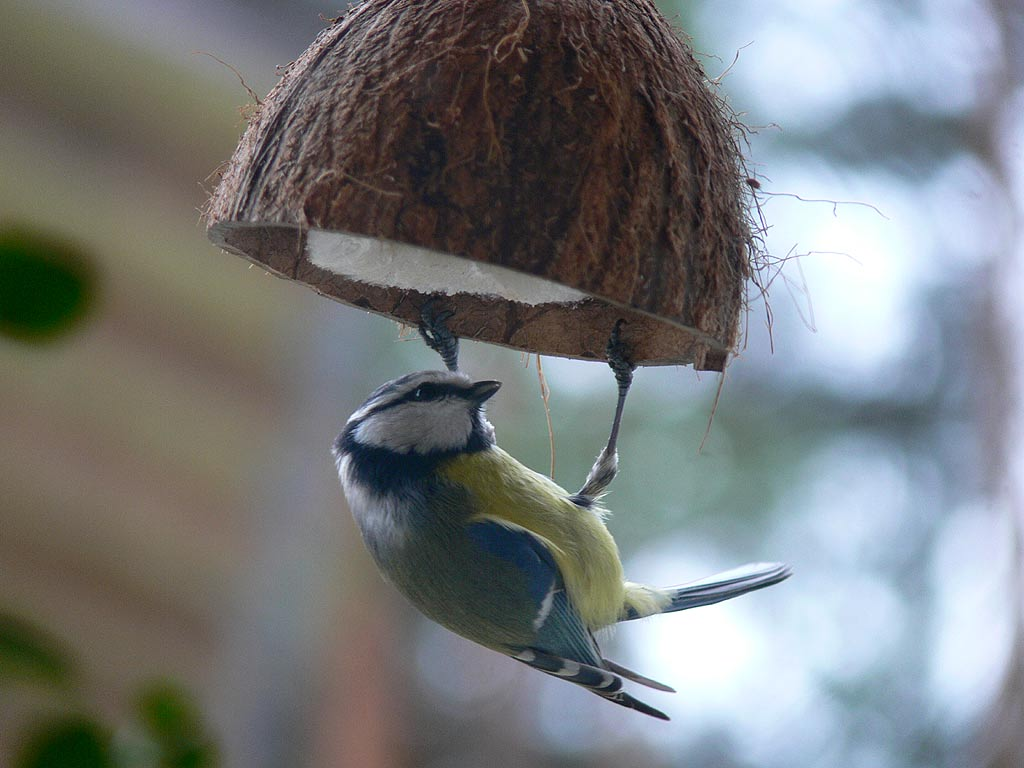
Kokosnötshalvor är ett populärt sätt att ge småfåglar näring vid fågelmatning.
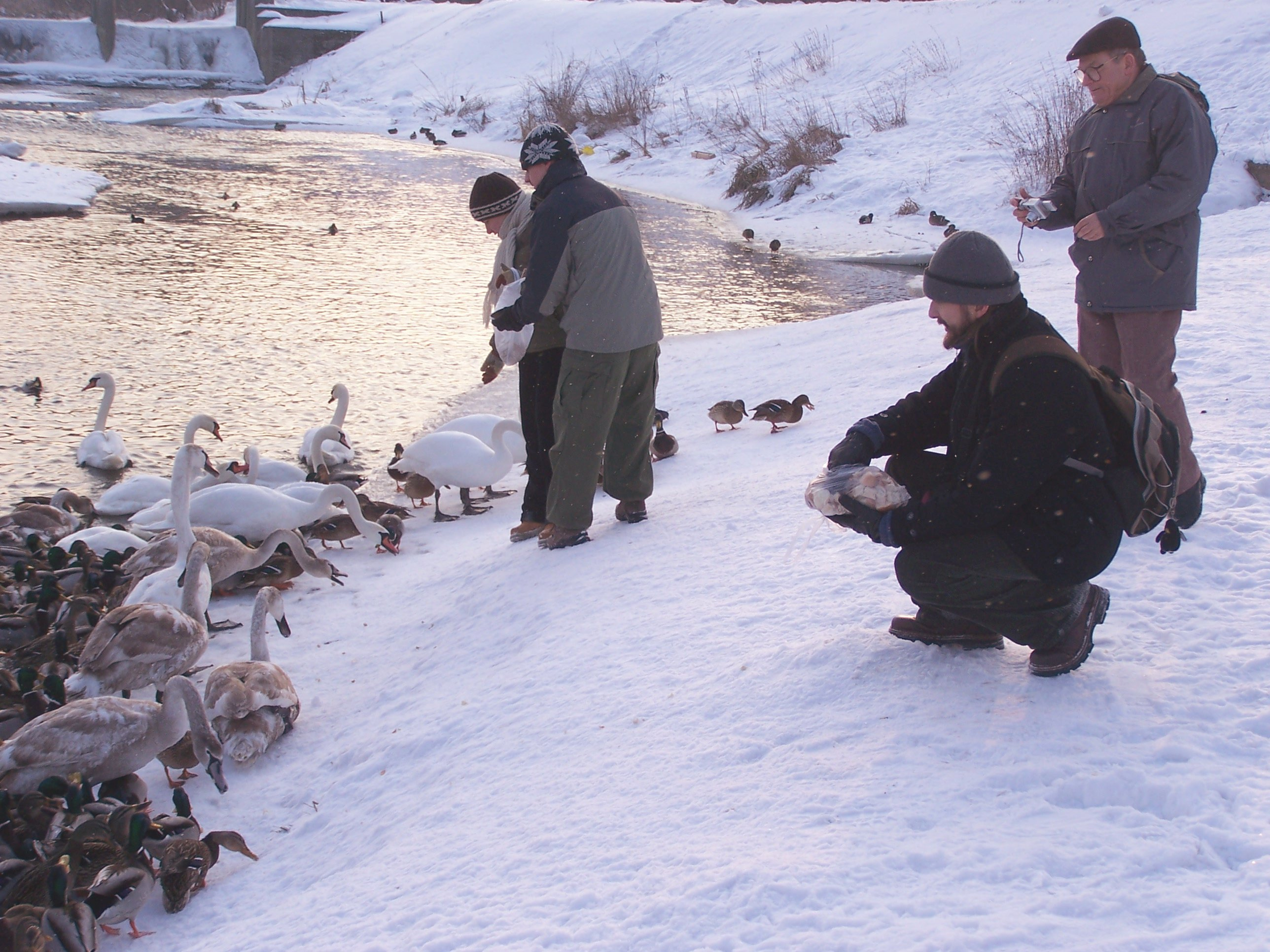
Matning av bland annat svanar vid en frusen damm.
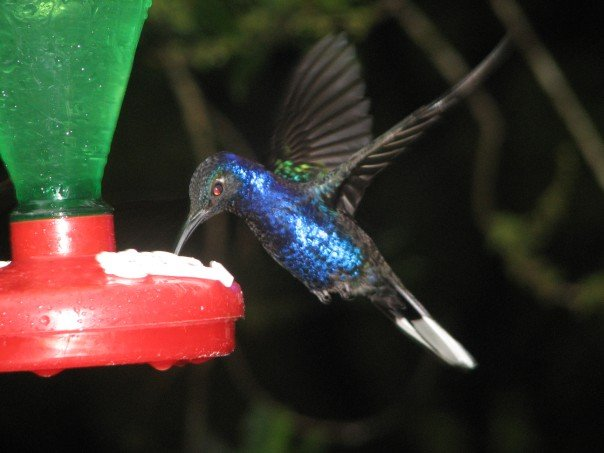
Kolibri som får sockerlösning vid en matare.
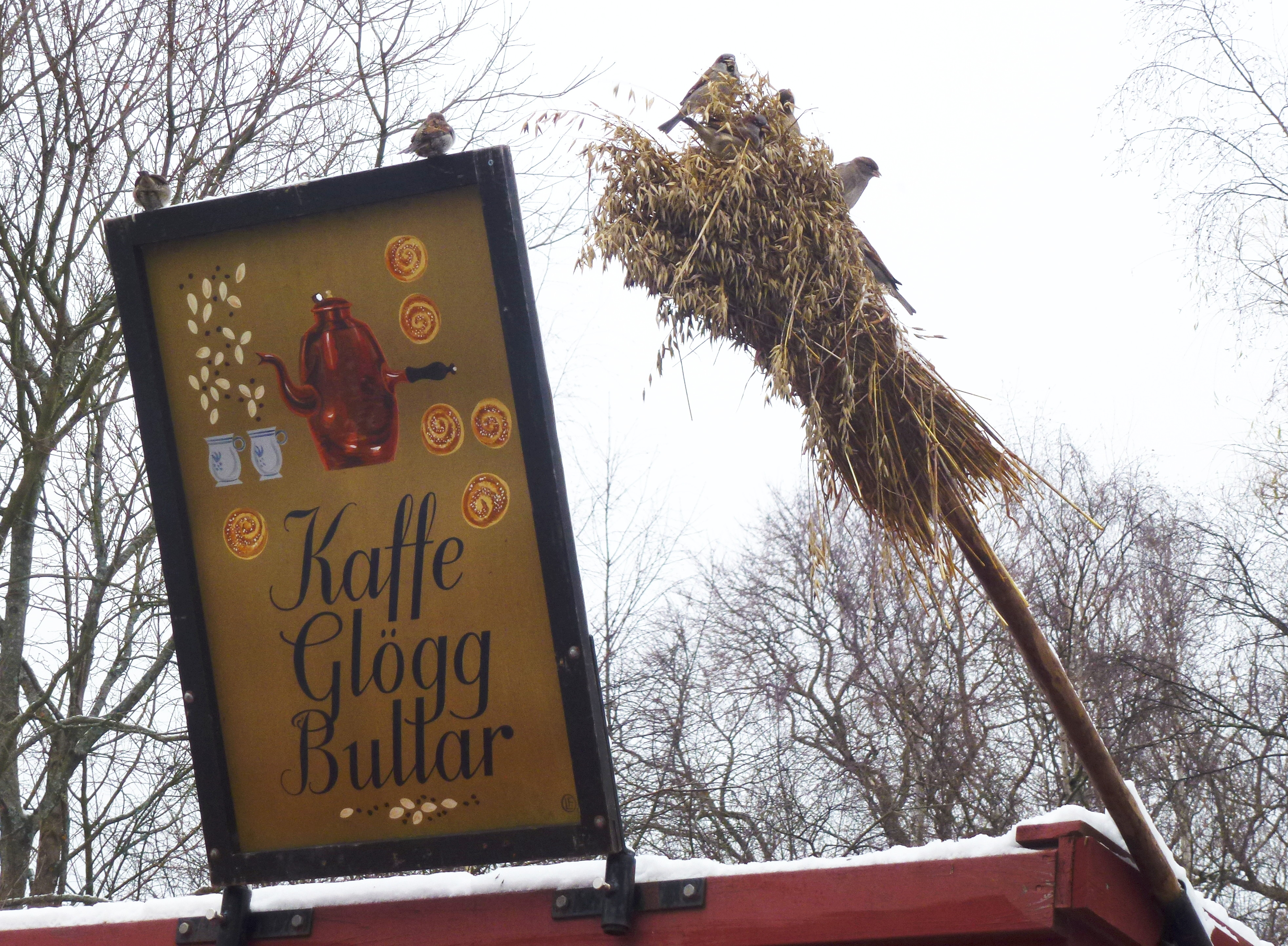
Julkärve på Skansens julmarknad.

## Talgboll

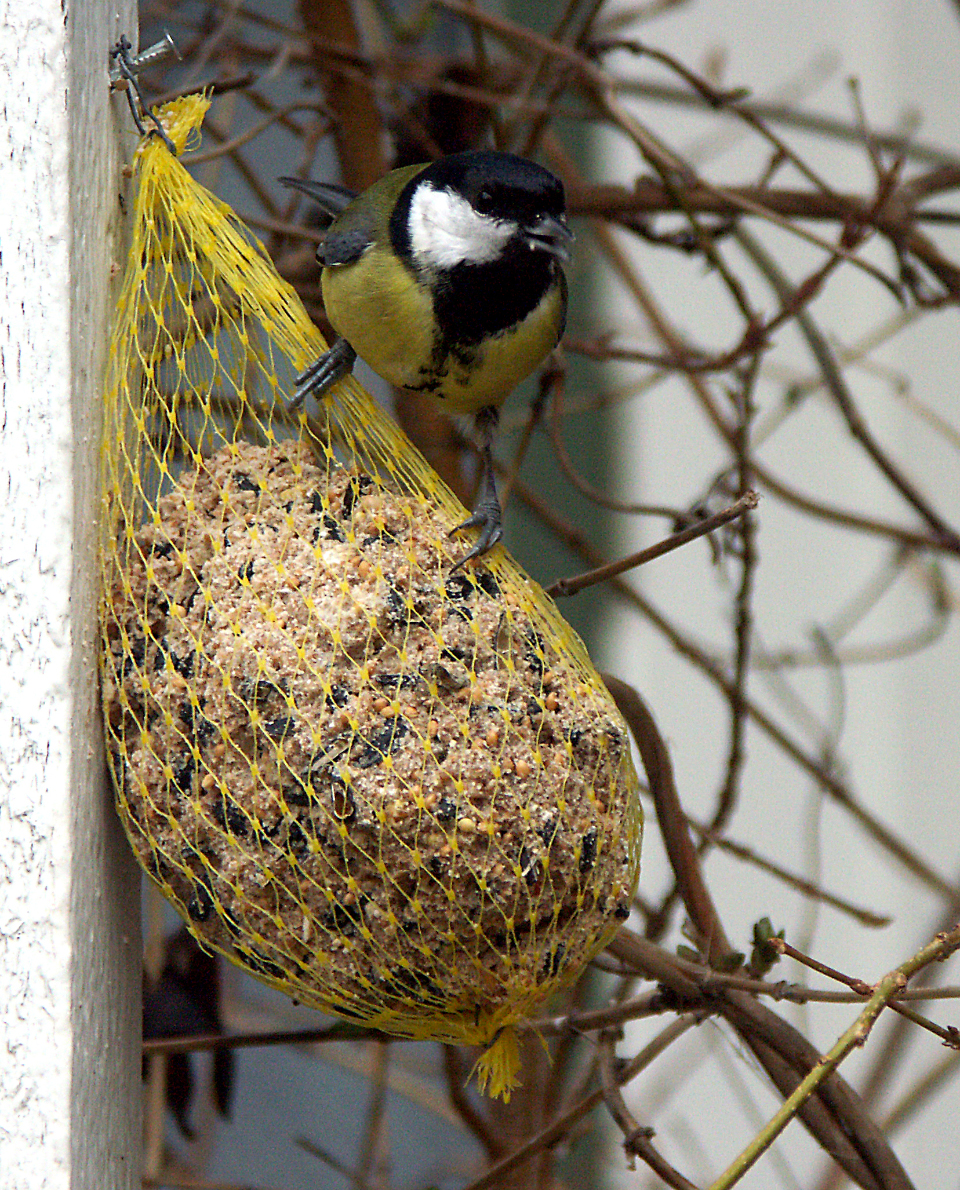
En talgoxe på en talgboll.

En talgboll är en fettrik form av fågelmat avsedd som stödutfodring för vilda fåglar, främst småfåglar, under vintern. Bollen är vanligen lite mindre än en tennisboll men finns även i större storlekar. Talgbollar som köps i butik är oftast runda och inslagna i nät för enklare upphängning. Talgbollen består av fågelfrö blandat med någon form av hårt fett, exempelvis talg eller kokosfett. 
En utbredd myt är att, när fågelutfodringen väl startat, bör den fortgå hela vintern eftersom fåglarna vänjer sig vid att hitta mat på just det stället, om utfodringen upphör kan fåglarna få svårt att klara sig.[källa behövs] Fåglarna flyger i verkligheten bara iväg till ett annat matställe.

## Julkärve
En julkärve, eller nek, är en form av fågelmatning som består av en sädeskärve av havre som av tradition sätts ut till småfåglarna kring jul. Julkärvar har varit särskilt vanliga i Norden, och kan spåras tillbaka till 1700-talet, men är troligen väsentligt äldre. Förr i tiden var bönderna rädda för småfåglarna, som kunde göra stor skada på säden. De trodde att om fåglarna fick en egen kärve av den fina, dyra säden till jul, så skulle de vara mindre glupska under året.[källa behövs]
Nek är ett äldre uttryck från Västsverige. I vissa berättelser var den inte till för fåglar, utan för asaguden Tors bockar. Neken skulle sättas upp på julafton och det fick inte doppas i grytan förrän neken var uppe. Den skulle vara så hög som möjligt och det tävlades om att få den högsta kärven. Man trodde bland annat att den skulle skydda mot blixtnedslag under året.[källa behövs]